# Episodi di Una sirenetta tra noi
La serie animata Una sirenetta tra noi è stata prodotta nel 1970 dalla Toei Animation  in 48 episodi. Le puntate non sono mai state trasmesse in Italia integralmente, ma hanno subito numerose censure.
| Nº | Titolo italiano Giapponese 「Kanji」 - Rōmaji | In onda           | In onda |
| Nº | Titolo italiano Giapponese 「Kanji」 - Rōmaji | Giapponese        |         |
| 1  | Il primo amore di Ginny 「初恋」 - hatsukoi | 2 novembre 1970   |         |
| 1  | La sirenetta Ginny contro il volere del padre, il Re Dragone dei Sette Mari, si avventura in superficie e assiste al naufragio della nave “Paradiso dei Mari". Quasi tutti i passeggeri sono in salvo sulle lance di salvataggio, ma la piccola Gloria rischia di annegare e Alex, un membro dell'equipaggio, a rischio della propria vita si tuffa in acqua e la salva per poi essere inghiottito dalle onde. Ginny si innamora perdutamente di lui e lo salva, chiedendo poi alla vecchia Strega del Mare di diventare un essere umano per rivedere il suo Alex. La strega acconsente contro il volere del padre di Ginny. |                   |         |
| 2  | Dal mare con amore 「海より愛をこめて」 - umi yori ai wokomete | 9 novembre 1970   |         |
| 2  | Ginny è diventata un essere umano e viene ritrovata dal vecchio Savio Masten sulla "Spiaggia della Perla" nei pressi di Yokohama. Per potersi inserire nella società umana, la ragazza finge di aver perduto la memoria e dopo varie peripezie viene accolta in casa dal nonno Savio. Il padre di Ginny, il re dei Sette Mari, per proteggere la figlia e non lasciarla senza difese in un mondo ostile le dona lo "Spirito delle Sirene", un gioiello dai poteri magici che la proteggerà e le permetterà di aiutare il prossimo in difficoltà. |                   |         |
| 3  | Il primo giorno di scuola 「からたち学園」 - karatachi gakuen | 16 novembre 1970  |         |
| 3  | È il primo giorno di scuola per Ginny ed avviene un fatto increscioso: un prezioso anello che Vanilla, una sua compagna di classe, aveva preso di nascosto dalla madre, sparisce misteriosamente. Viene accusata del furto Camilla, un'altra compagna di Ginny, ma la ex-sirenetta aiuterà l'amica a discolparsi. |                   |         |
| 4  | Momenti difficili 「新しい芽」 - atarashi i me | 23 novembre 1970  |         |
| 4  | Ghiri e Goro, i due piccoli gemelli vicini di casa di Ginny, decidono di scappare di casa, ma hanno una brutta avventura con un ragazzo evaso dal riformatorio |                   |         |
| 5  | Vanilla in pericolo 「奪われた魔力」 - ubawa reta maryoku | 30 novembre 1970  |         |
| 5  | Vanilla ha preso Ginny in antipatia. Durante una gita scolastica, per dimostrare la sua abilità, sale su un'automobile e inizia a guidarla andando fuori strada e corre il rischio di precipitare dalla scarpata a strapiombo sul mare. Ginny, con l'aiuto di un automobilista di passaggio, riuscirà però a salvarla. |                   |         |
| 6  | Ancora una volta insieme 「再会の涙」 - saikai no namida | 7 dicembre 1970   |         |
| 6  | La piccola Gloria è ancora traumatizzata dal naufragio del “Paradiso dei Mari" e la spaventa perfino la visione del mare. Suo padre quindi ha assunto Alex perché le tenga compagnia e la guarisca. Casualmente Ginny incontra Gloria e rivede finalmente Alex. La ragazza con l'aiuto di Alex e di Ghiri e Goro aiuterà la bambina a guarire: Alex verrà quindi licenziato, ma forse è già innamorato di Ginny. |                   |         |
| 7  | Ginny ritrova Alex 「面影の人」 - omokage no nin | 14 dicembre 1970  |         |
| 7  | Ginny per aiutare la piccola fioraia Giuppy che ha la madre malata, vende fiori all'angolo delle strade. È in questa occasione che reincontra Alex, che ora lavora per la famiglia di Vanilla. Ma Alex non si trova bene e oltretutto Vanilla si è invaghita di lui, quindi lascia il lavoro, ma promette a Ginny di scriverle presto. |                   |         |
| 8  | Dove abita Babbo Natale 「サンタは何処に」 - santa ha doko ni | 21 dicembre 1970  |         |
| 8  | Forse quest'anno Babbo Natale non arriverà a portare doni ai bambini, perché il mondo ha perdoto lo spirito del Natale, ma Ginny senza saperlo lo aiuterà a ritrovare la fiducia negli uomini. |                   |         |
| 9  | Rivali in amore 「港が丘の決斗」 - minato ga oka no ketsu to | 28 dicembre 1970  |         |
| 9  | Lucky e Tozzetto, due compagni di scuola di Ginny, si contendono il cuore della ragazza e si scatena una piccola guerra tra bande di ragazzi. Ginny, inconsapevole di quanto sta accadendo viene accusata da nonno Savio di fare la "civetta" e viene severamente punita. |                   |         |
| 10 | La nostra stella sportiva 「学園の星」 - gakuen no hoshi | 4 gennaio 1971    |         |
| 10 | La scuola Karatachi frequentata da Ginny, ha tra gli studenti più grandi un campione di basket, che purtroppo si è montato la testa ed è diventato uno sbruffone senza cuore. Ginny però riuscirà ad insegnargli nuovamente l'umiltà. |                   |         |
| 11 | Jim il marinaio 「逃げないでジム!」 - nige naide jimu ! | 11 gennaio 1971   |         |
| 11 | Jim è un marinaio afroamericano che una volta arrivato a Yokohama viene scambiato per un ladro e costretto a fuggire e a nascondersi. Ginny si rende conto che la vita del ragazzo avrebbe potuto diventare quella di un clandestino e tenta di convincerlo ad andare alla polizia per spiegare la sua situazione. Nella versione italiana Ginny riesce nel suo intento, in quella originale Jim non si fiderà di lei e continuerà la sua fuga disperata. |                   |         |
| 12 | Il richiamo del mare 「海のひびき」 - umi nohibiki | 18 gennaio 1971   |         |
| 12 | Il mare di fronte ad un piccolo villaggio di pescatori è spaventosamente inquinato dalle fabbriche che sono state costruite lì vicino. Ormai tutti gli abitanti se ne sono andati e solo un vecchio pescatore rimane disperatamente abbarbicato ai luoghi della sua giovinezza. Ginny con il suo gioiello magico, può solamente creare l'illusione del mare pulito così il vecchio potrà morire in pace dopo averlo visto. Ma per il mare forse c'è una speranza: il figlio del vecchio pescatore ritorna dalla città e forse lotterà assieme agli altri giovani contro l'inquinamento delle fabbriche. |                   |         |
| 13 | Una giornata con papà 「パパとデート」 - papa to deto | 25 gennaio 1971   |         |
| 13 | Ginny sta crescendo e suo padre lentamente comincia a rendersene conto. Dal momento che dovrà recarsi per un lungo viaggio per i Sette Mari, non potrà rivedere la figlia per molto tempo e decide di trascorrere l'ultimo giorno di libertà con Ginny. Padre e Figlia trascorreranno assieme una lunga e meravigliosa giornata, col Re Dragone sempre a proteggere Ginny dai mali del mondo degli uomini e ad esaudire però qualsiasi suo desiderio. |                   |         |
| 14 | Vagabonda per amore 「さまよう青春」 - samayō seishun | 1º febbraio 1971  |         |
| 14 | Ginny incontra di nuovo Alex per qualche istante, ma Vanilla per gelosia mette in giro delle maldicenze tanto che la ex-sirenetta viene cacciata da scuola. Ginny è costretta a scappare di casa per tentare di ritrovare il ragazzo che ama e per oltre cinque giorni lo cerca inutilmente. Alla fine ritroverà Alex, ma solo per pochi attimi: lui sparirà di nuovo, ma prima le regalerà un fiore affinché lei si ricordi sempre di lui. |                   |         |
| 15 | La tromba di Billy 「明日に賭けるトランペット」 - ashita ni kake ru toranpetto | 8 febbraio 1971   |         |
| 15 | Billy e Michael sono due suonatori di tromba che hanno il sogno di formare un’orchestra. Lavorano in un locale rispettivamente come suonatore e cameriere, ma per difendere Ginny da due avventori che la stavano importunando, vengono licenziati. Billy si imbarca su una nave per trovare un lavoro e guadagnare i soldi per formare finalmente l'orchestra sei loro sogni e Michael si mette ad aspettare il suo ritorno. Ma Billy rinuncerà a suonare e non ritornerà mai più, mandando in suo ricordo la sua tromba all’amico Michael, l’unico degno di suonarla ancora. |                   |         |
| 16 | La guerra delle divise 「制服はいやよ」 - seifuku haiyayo | 15 febbraio 1971  |         |
| 16 | La preside decide di fare indossare agli studenti una divisa, contrariamente all’usanza della scuola. Ginny tenta di convincere la preside che una divisa è inutile e costosa, ma viene sospesa assieme al prof. Pizzetti, accusato di avere istigato gli studenti. A questo punto tutta la scuola ad eccezione di Vanilla si ribella con Ginny a capo della rivolta. Nonostante la preside decreti una settimana di chiusura, la scuola viene pacificamente occupata dagli studenti, che si ritrovano a fare lezione anche senza i professori, fino a che la preside dovrà rinunciare al suo piano. |                   |         |
| 17 | Lettere d'amore 「雪の夜に笛が聞える」 - yuki no yoru ni fue ga kie ru | 22 febbraio 1971  |         |
| 17 | Kenny è il ragazzo più bello della scuola e Ginny lo incontra la prima volta quando lui la salva da un tentativo di violenza del "branco". Ma il ragazzo sa di essere molto malato e che non gli rimane molto da vivere, per questo preferisce rimanere solo e non avere troppi rapporti con gli altri. Una misteriosa ragazza, Floriana, gli scrive però da tempo tutti i giorni. Lui non la conosce e non l’ha mai vista ma la considera ormai la sua fidanzata. In realtà Ginny scoprirà che Floriana non esiste. È Kenny stesso che si scrive le lettere per fingere di avere una ragazza e di essere come gli altri per il poco tempo che gli rimane da vivere. |                   |         |
| 18 | Com'è bello nuotare 「しぶきの中の二人」 - shibukino nakano futari | 1º marzo 1971     |         |
| 18 | Ginny incontra in piscina un ragazzo e scopre che lavora per Vanilla. Per vendicarsi di Ginny del fatto di avere parlato con il ragazzo di cui lei si era invaghita, Vanilla gli fa recapitare una finta lettera d’amore di Ginny in modo da screditarla ai suoi occhi. Non è infatti ammissibile che una ragazza si dichiari ad un uomo, ma alla fine l’equivoco verrà chiarito. |                   |         |
| 19 | Una ragazza sola 「危険な年頃」 - kiken na nengoro | 8 marzo 1971      |         |
| 19 | Marian è una ragazza che non ha amici e che vede poco i genitori a causa del loro lavoro e lentamente si lascia andare e smette di frequentare la scuola. Ginny tenta di diventare sua amica, e la convince a ritornare a scuola, ma proprio in quei giorni la fabbrica dei genitori fallisce e i due si danno alla fuga abbandonando la figlia. Marian è sconvolta da tutti questi avvenimenti, prende la moto di un amico e si mette a correre disperatamente per la campagna: Ginny tenta di inseguirla e di fermarla, ma quando raggiunge la moto semidistrutta sul bordo del sentiero capisce che è arrivata tardi: Marian è vissuta ed è morta sola. |                   |         |
| 20 | Rinuncia per amore 「スチュワーデスとパイロット」 - suchuwadesu to pairotto | 15 marzo 1971     |         |
| 20 | Levisa, la sorella di Saveria si è diplomata hostess, inoltre è innamorata di Nurago, aspirante pilota e spera un giorno di volare con lui. La ragazza però scopre di cominciare ad avere dei piccoli problemi di vista. Solo le hostess con una vista perfetta possono volare e ora lei ha paura di perdere la possibilità di coronare il suo sogno d’amore. Ma Nurago, scoperta la situazione, rinuncia a diventare pilota per rimanere assieme a lei. |                   |         |
| 21 | Una bugia a fin di bene 「うそつき学園」 - usotsuki gakuen | 22 marzo 1971     |         |
| 21 | Il bidello della scuola è disperato: la figlia Tessy che risiede in Brasile da dieci anni ritornerà per un giorno a trovarlo: lui le aveva per anni raccontato che era preside della scuola ed ora non sa come la figlia reagirà nello scoprire la verità. Ginny per aiutare il bidello convince la preside a scambiarsi di posto con lui durante la visita di Tessy. Con la complicità di tutti gli alunni e del corpo insegnante il piano sembra funzionare, ma la madre di Vanilla con un intervento inopportuno rischia di fare scoprire tutto. Quando però tutto sembra compromesso, l’intervento del padre di Ginny risolve la situazione. Quello che nessuno però sa è che Tessy sapeva da tempo tutta la verità: a lei però non importava che il padre fosse preside o bidello, ma era contenta che fosse circondato da persone che gli volevano bene. |                   |         |
| 22 | Invocazione d'aiuto 「誰かが呼んでいる」 - dareka ga yon deiru | 29 marzo 1971     |         |
| 22 | Verdesio, la divinità guardiana della Foresta di Smeraldo chiede aiuto a Ginny perché la foresta corre un grave pericolo. Al suo posto infatti gli uomini nella loro follia vogliono costruire un grande parco di divertimenti e tanti alberghi. Verdesio tenta di sabotare i lavori, ma tutto sembra inutile. Ginny gli presta il suo medaglione magico, ma purtroppo neppure la sua potente magia riuscirà a salvare la foresta dalla distruzione degli uomini. |                   |         |
| 23 | Colpo di fulmine 「即席キューピッド」 - sokuseki kyupiddo | 5 aprile 1971     |         |
| 23 | Vinny è una ragazza che somiglia moltissimo a Ginny. Si è innamorata di un misterioso giovane che un giorno ha salvato la sorellina che stava per essere travolta dalla metropolitana, ma da allora non l’ha più rivisto. Purtroppo il nonno di Vinny ha combinato un incontro con Ardesio, un ragazzo che dovrebbe diventare il futuro sposo, ma la ragazza non vuole altri che il suo misterioso innamorato. Ginny si ripromette di aiutarla andando all’appuntamento al posto di Vinny. Quello che non sa è che Ardesio non è altri che il ragazzo della metropolitana di cui Vinny è innamorata. |                   |         |
| 24 | Chi sono 「あたしは誰なの?」 - atashiha dare nano ? | 12 aprile 1971    |         |
| 24 | A scuola richiedono a Ginny lo stato di famiglia, cosa che lei ovviamente non ha. Dal momento che ha fatto credere di soffrire di amnesia, la preside e nonno Savio decidono di fare ricoverare Ginny in una clinica per farle ritrovare la memoria per poter conoscere il suo passato. Fortunatamente il padre di Ginny con la sua magia, farà ritrovare all’anagrafe un falso stato di famiglia in modo da poter inserire legalmente la figlia nel mondo degli umani. |                   |         |
| 25 | Oltre le montagne 「山のかなたへ」 - yama nokanatahe | 19 aprile 1971    |         |
| 25 | L’habitat naturale di una colonia di scimmie è minacciato da una compagnia che vuole abbattere gli alberi e costruire delle abitazioni. Ormai le poche scimmie rimaste sembrano condannate ad essere rinchiuse in uno zoo e per questo Ginny tenterà di fermare il progetto senza però riuscirci. Sarà quindi costretta ad aiutare le scimmie a trovare un nuovo territorio dove vivere in pace. |                   |         |
| 26 | Un principe come amico 「いたずら王子」 - itazura ōji | 26 aprile 1971    |         |
| 26 | Durante la ginnastica a scuola, Ginny viene notata da un giovane principe di un regno dell’Europa centrale venuto in Giappone per affinare la sua educazione. Ginny ed il principe, decisamente anticonformista per il suo rango, passeranno una bellissima giornata, anche se un po’ movimentata. |                   |         |
| 27 | Un equivoco singolare 「赤いギャラック」 - akai gyarakku | 3 maggio 1971     |         |
| 27 | Ghiri e Goro incontrano un ragazzo che viaggia con una Cadillac nuova fiammante e gli fanno credere che anche Ginny è ricchissima, visto che è figlia del direttore della Banca del Giappone. Ginny, per fare un giro in macchina con il ragazzo, sta allo scherzo. In realtà il ragazzo è solamente un meccanico che stava provando la lussuosa macchina, ma prima che possa confessare tutto, Ginny viene rapita da due malviventi che intendono chiedere un riscatto |                   |         |
| 28 | Amore paterno 「グランドの天使」 - gurando no tenshi | 10 maggio 1971    |         |
| 28 | Angela Hammerschmidt, la nuova insegnante di ginnastica fa fare ai ragazzi esercizi molto difficili. Ginny e Camilla si appassionano subito, ma il vicepreside Munik e la preside temono che gli esercizi siano troppo pericolosi. Ma proprio quando Ginny tenta di effettuare il salto “Volo d’angelo" all’attrezzo ginnico utilizzato per il salto si spezza una gamba e la ragazza cade malamente. Angela dà le dimissioni e vuole rinunciare anche ai campionati di ginnastica, ma scopre che il vicepreside Mumic ha appositamente manomesso l’attrezzo per convincerla a rinunciare all’incarico di insegnante. |                   |         |
| 29 | Votate per me 「おねがいしま〜す!」 - onegaishima ~ su ! | 17 maggio 1971    |         |
| 29 | Vanilla partecipa all’elezione del rappresentante studentesco nel Consiglio dell’Istituto, ma non ha idee per preparare il suo programma elettorale. Per essere eletta noon esita quindi a corrompere i compagni e a promettere cose irrealizzabili. |                   |         |
| 30 | Una sorella in pericolo 「人魚姫」 - ningyohime | 24 maggio 1971    |         |
| 30 | Dopo aver letto il romanzo "Piccole Donne" Ginny comincia a provare una grande nostalgia per sua sorella Genny, ma non immagina che anche la sirena vuole rivederla e per questo è arrivata nelle acque del porto di Yokohama. Purtroppo il contrabbandiere Mirko vede Genny tra le onde e decide di catturarla per venderla ad un circo o ad un acquario. |                   |         |
| 31 | Furto per amore 「終点の王様」 - shūten no ōsama | 31 maggio 1971    |         |
| 31 | Ginny dimentica in metropolitana dei preziosi libri di zoologia che doveva portare a nonno Savio, ma quando va all’ufficio oggetti smarriti, i libri non si trovano. Chi li avrà presi? Il “Re della Metropolitana", il vecchio che raccoglie e rivende le riviste lasciate nei vagoni? O il figlio del proprietario dei libri, a cui manca tanto la madre recentemente morta? |                   |         |
| 32 | Un cane eroico 「生きているルル」 - iki teiru ruru | 7 giugno 1971     |         |
| 32 | Ginny trova Lulù, un cane Sanbernardo ferito ad una zampa perché investito da un pirata della strada e lo porta a casa per medicarlo. È il cane di Monia, una ragazzina cieca che è rimasta orfana ed è ospite a casa dello zio ed è stato lo zio che ha tentato di uccidere Lulù perché odia i cani. Ginny riporta Lulù alla proprietaria, ma lo zio tenta di uccidere il cane a fucilate. Durante la colluttazione, si scatena un incendio: Lulù salverà lo zio e Monia, ma rimarrà uccisa dal fuoco. |                   |         |
| 33 | Il piccolo cervo bianco 「子ジカ街を行く」 - ko jika machi wo iku | 14 giugno 1971    |         |
| 33 | Nella foresta vicino alla città è stato avvistato un piccolo cervo bianco, e i cacciatori di frodo sono sulle sue tracce e lo feriscono ad una zampa. Ginny lo salva e lo porta da nonno Savio per curarlo. Ginny riuscirà a fare arrestare i bracconieri in modo che il piccolo cerbiatto possa ritornare dalla madre. |                   |         |
| 34 | Nostalgia 「ささくれの歌」 - sasakureno uta | 21 giugno 1971    |         |
| 34 | Sono ormai passati molti mesi da quando Ginny è arrivata sulla terra ed ora prova molta nostalgia della madre; le scrive quindi una lettera che però viene rubata da Vanilla. La ragazza però non capisce tutti i riferimenti al mondo delle sirene presenti nella lettera, ma la madre di Vanilla, ritrovando lo scritto e credendo sia una favola della figlia, lo fa pubblicare. Così alla fine la madre di Ginny potrà leggere, anche se per vie traverse, quanto la figlia aveva scritto per lei. |                   |         |
| 35 | Lo zoo in pericolo 「社長七変化」 - shachō shichihenge | 28 giugno 1971    |         |
| 35 | Ginny conosce due personaggi misteriosi: un pittore che la fa posare per un suo quadro e che sembra molto ricco e uno strano piazzista che vende la sua merce sottocosto. Ma questi due personaggi avranno un ruolo determinante per il destino dello zoo della città, acquistato da una grande compagnia e in procinto di essere smantellato. |                   |         |
| 36 | Il concorso di bontà 「命売ります」 - inochi uri masu | 5 luglio 1971     |         |
| 36 | Il signor Tomelli ha perduto la moglie e il figlio in un incidente d’auto ed ora è disperato e minaccia di buttarsi da un grattacielo il giorno dell’anniversario della loro morte. Una rivista femminile organizza un concorso: chi fra le lettrici sarà la prescelta per fare cambiare idea a Tomelli? La vincitrice del concorso è Ginny che subito scopre che tutta la storia è una messinscena per vendere più copie della rivista. |                   |         |
| 37 | Il primo rossetto 「はじめての口紅」 - hajimeteno kuchibeni | 12 luglio 1971    |         |
| 37 | Dopo aver provato un rossetto inviatale da una persona sconosciuta, a Ginny viene una forte febbre e il padre la avverte che essendo una sirena lei non potrà mai utilizzarne uno. In realtà il rossetto è stato mandato a Ginny dal fratello di Anna, una sfortunata ragazza morta per un incidente stradale un anno prima. Il fratello vorrebbe che Ginny indossasse il kimono della sorella e mettesse il suo rossetto in occasione dell’anniversario della sua morte. Ginny rimane a lungo dubbiosa: sa che il rossetto è troppo pericoloso per lei, ma con l’aiuto della magia dello “Spirito delle Sirene" potrà fare contento il ragazzo e forse anche Anna. |                   |         |
| 38 | ''- inedita -'' 「ジャングル番長」 - janguru banchō | 19 luglio 1971    |         |
| 39 | La sfida crudele 「マオ死なないで」 - mao shina naide | 26 luglio 1971    |         |
| 39 | È arrivato il circo con una nuova attrazione: la lotta tra il leone re della foresta e la tigre “mangiatrice di uomini". Ma Sandra, la piccola domatrice del leone sa che l’animale è ormai vecchio e malato e che non sarebbe sopravvissuto alla lotta con la feroce tigre e assieme a Ginny tenta di dissuadere il direttore del circo al quale però interessa solamente il cospicuo incasso che la sfida procurerà. Ginny con il suo gioiello “Spirito delle Sirene" riuscirà però a parlare al cuore della tigre e la convincerà a ribellarsi a quello stato di cose di cui pure lei è vittima come il leone. |                   |         |
| 40 | Un matrimonio difficile 「花嫁になる研究」 - hanayome ninaru kenkyū | 2 agosto 1971     |         |
| 40 | Ginny non sa cucinare e per questo motivo Ghiri e Goro temono che non riuscirà mai a sposarsi. Perfino nonno Savio, di solito molto paziente con la cucina della “nipote", arriva ad assumere una colf e Ginny, che non è d’accordo, si iscrive ad una scuola di cucina. Lì conosce Noemi, che le racconta che di lì a poco si sarebbe dovuta sposare con Mino: sarebbe stato però un matrimonio "combinato" dal patrigno contro il suo volere. La ragazza confida a Ginny che sarebbee fuggita durante la cerimonia e chiede il suo aiuto. In realtà, come Ginny scoprirà ben presto, Noemi vuole compiere quel gesto eclatante non per avversione di Mino, ma per punire il nuovo marito della madre, che ha organizzato il matrimonio e verso il quale prova una profonda avversione. Ma Ginny e Mino riusciranno a far guardare Noemi dentro sé stessa e a capire l’errore che stava per compiere. |                   |         |
| 41 | Un dolce incontro 「めぐりあい」 - meguriai | 9 agosto 1971     |         |
| 41 | Ginny va per una settimana in vacanza sulla "Spiaggia della Perla" dove tanto tempo prima era approdata quando era diventata umana. In spiaggia incontra Alex che lavora come bagnino e Arika, una ragazza in cerca di notorietà. Alex confessa ad Arika di stare ancora cercando la creatura misteriosa che l’ha salvato dall’annegamento dopo il naufragio del “Paradiso dei Mari" e della quale è innamorato: la ragazza decide quindi di fargli credere di essere stata lei a salvarlo organizzando una dimostrazione di salvataggio in mare. Ma la bugia irrita gli dei del mare ed Arika corre il rischio di annegare. Alex tenta di salvarla, ma il mare è troppo agitato e solo con l’intervento di Ginny riesce nel suo intento di portare a riva Arika. Ma quando Alex comincia a capire chi sia veramente la sua salvatrice sviene stremato tra le braccia di Ginny. |                   |         |
| 42 | La legge degli abissi marini 「たったひとつの記録」 - tattahitotsuno kiroku | 16 agosto 1971    |         |
| 42 | Il Dio che Controlla i Segreti del Mondo convoca il padre di Ginny, il Re Dragone e gli ingiunge (pena una terribile punizione) di richiamare Ginny in mare, visto che andando sulla terra ha violato la legge dei Sette Mari. Intanto la ragazza sta partecipando ad una crociera con tutta la sua scuola e sulla nave incontra Alex che lentamente si sta ricordando qualcosa del suo primo salvataggio. Quando il padre di Ginny dovrebbe parlare alla figlia per convincerla a ritornare, non ha il coraggio di rovinare la felicità che Ginny sta trovando e accetta la terribile punizione del dio. Ma scoppia un terribile maremoto e la nave sta per affondare. Ginny scoprendo la punizione che il padre deve subire, rinuncia all’amore della sua vita e si butta in acqua, ma il Dio che Controlla i Segreti del Mondo, impietosito, richiama il Re Dragone affinché possa salvare la figlia e la nave. Il padre di Ginny sarà riabilitato e la ragazza potrà infrangere la legge dei Sette Mari e restare sulla terra.    |                   |         |
| 43 | Il fantasma del campanile 「幽霊がそこにいる」 - yūrei gasokoniiru | 23 agosto 1971    |         |
| 43 | Un anno prima nella proprietà dei Birone è avvenuto un terribile incidente: la giovane madre di Susy è morta cadendo dal campanile di una chiesetta nella sua vasta proprietà. A distanza di un anno il fantasma di una donna con una rosa tra i capelli comincia ad aggirarsi nella zona, ma Ginny, capitata lì per caso scopre subito che si tratta di Susy travestita che desidera chiarire il mistero della morte della madre. Ginny decide di aiutarla: la morte della donna potrebbe non essere stato un incidente e lo zio di Susy potrebbe averla uccisa. |                   |         |
| 44 | I ricordi di nonno Savio 「絵のないアルバム」 - e nonai arubamu | 30 agosto 1971    |         |
| 44 | Ginny scopre che il nonno tiene un album di fotografie della moglie e della figlia in un armadietto chiuso a chiave e desidererebbe vederlo. Chiede a Tozzetto di scassinare la serratura, ma quando ha l’album tra le mani vede che è completamente vuoto. Il nonno scopre tutto e inizialmente si arrabbia moltissimo, ma capendo che Ginny voleva semplicemente vedere i volti delle persone che lui aveva amato, la perdona. Non ci sono foto perché nonno Savio dieci anni prima le aveva bruciato tutte, ma l’album non è completamente vuoto: proprio nell’ultima pagina c’è una foto di Ginny, la sua amata nipote. |                   |         |
| 45 | L'amico della domestica 「日曜日のあいつ」 - nichiyōbi noaitsu | 6 settembre 1971  |         |
| 45 | Diego è un ragazzo che finge di essere un esattore delle tasse per truffare la gente. Anche Ginny cade nel raggiro e quando se ne accorge vuole saperne di più. Diego sarebbe in realtà molto ricco, ma non vuole dipendere dai soldi del padre che disprezza come disprezza il fratello maggiore, visto che conducono un’esistenza vuota vivendo di rendita senza lavorare. Diego invece vorrebbe lavorare, ma il padre glielo impedisce. Dal momento che non può andarsene di casa prima di finire gli studi, Diego quindi raggira la gente per poter guadagnare, ma annota tutte le truffe compiute per poi un giorno risarcire tutto. Solo quando il fratello muore per un incidente con la sua potente automobile, il padre capisce la stupidità della vita che stava conducendo e decide di iniziare una nuova attività, mentre Diego aiutato da Ginny iniziano a girare casa per casa per restituire i soldi che il ragazzo aveva rubato.                                                                                      |                   |         |
| 46 | Un compagno misterioso 「妖怪の涙（前編）」 - yōkai no namida (zenpen) | 13 settembre 1971 |         |
| 46 | Nella classe di Ginny è arrivato Gregory, un misterioso nuovo compagno. Sembra non umano e cova dentro di sé un grande rancore: forse ha a che fare con la palude “Gregory" all’interno di un campo di addestramento militare, dove il ragazzo conduce tutti i compagni di classe anche se sa che in quella zona corrono un rischio mortale. |                   |         |
| 47 | Lacrime sincere 「妖怪の涙（後編）」 - yōkai no namida (kōhen) | 20 settembre 1971 |         |
| 47 | Gregory è un folletto della palude, mandato dal suo popolo per vendicarsi degli umani che stanno devastando il loro territorio. Ma quando ormai le manovre militari simulate sono iniziate ed i compagni di Ginny si trovano in pericolo mortale, Gregory li salva a rischio della propria vita. Anche i contadini del posto sono stati scacciati dalle loro terre così come i folletti e alla fine folletti ed umani si uniscono per andare insieme in una nuova terra. |                   |         |
| 48 | Non ti dirò mai addio 「また逢う日まで」 - mata au nichi made | 27 settembre 1971 |         |
| 48 | Durante una visita allo zoo, Ginny incontra Alex, che ha cambiato per l'ennesima volta lavoro ed ora vuole diventare pilota di Formula 1. Ginny rimane molto delusa dal nuovo Alex, che non è più il ragazzo altruista di un tempo. Ma un gorilla imbizzarrito scappa dalla gabbia e aggredisce Ginny: Alex senza pensare alla sua vita affronta il gorilla per salvare la ragazza che ama e viene ferito gravemente. Ginny è salva ma Alex è in fin di vita all'ospedale: la ragazza prega il padre di salvare il ragazzo ed il Re Dragone vedendo che la figlia è pronta a sacrificare la propria vita per morire assieme ad Alex, esaudisce il suo desiderio. Alex guarisce e finalmente scopre la verità su Ginny inoltre ridiventa marinaio come suo padre e suo nonno ed un giorno sposerà Ginny. Alla fine la ragazza gli affiderà il gioiello "Spirito delle Sirene" affinché lui lo faccia ritornare al mare: Ginny ormai appartiene al mondo degli uomini e dà così l'addio ai suoi genitori e al mondo della sua infanzia. |                   |         |